# National Marine Fisheries Service
Il National Marine Fisheries Service (NMFS) è un'agenzia federale degli USA ed una divisione del National Oceanic and Atmospheric Administration (NOAA) e del Dipartimento del Commercio degli USA. È l'organizzazione responsabile della gestione delle risorse marine viventi e del loro habitat nei dintorni della zona economica esclusiva degli USA che si estende per 200 miglia nautiche dalla costa (ossia circa 370 km).